# Шлитт, Джон
Джон Уильям Шлитт (англ. John William Schlitt; род. 3 февраля 1950, Иллинойс, США) — американский певец и композитор. Известен своим участием в качестве вокалиста христианской рок-группы Petra. До прихода в Petra в 1986 году, Шлитт был вокалистом американской рок группы Head East.

## Биография

### Ранние годы
Джон Шлитт родился в городе Линкольн (штат Иллинойс). Вскоре его семья переехала в округ Пьюласки (штат Иллинойс), где он вырос. Шлитт начал петь и проявлять интерес к музыке с самого раннего возраста. Когда ему было 13 лет, он присоединился к группе Vinegar Hills Hometown Band Something Different. Ещё в школьные годы он встретит будущую жену Дорлу Фройлих.
После окончания средней школы, Джон поступил в университет штата Иллинойс для получения степени городского инженера. Однако его основным интересом по-прежнему оставалась музыка. В 1972 году, вместе с некоторыми другими студентами из университета, он присоединился к рок группе Head East, в которой стал солистом. Совмещая свою музыкальную карьеру и учёбу, Шлитт, наконец, в 1974 году окончил колледж и посвятил всё время музыкальной карьере.

### Участие в группе Head East и последствия
В последующие годы, Шлитт пользовался большим успехом в составе группы, которая к тому времени, в течение 1970-х годов, уже успела выпустить несколько хитов. Они выпустили вместе четыре студийных и один концертный альбом. Тем не менее, с течением времени Шлитт пристрастился к кокаину и алкоголю. В марте 1980 года, когда его зависимость достигла пика, он покинул группу.
После ухода из Head East Шлитт сформировал новую группу, которая быстро прекратила своё существование из-за его глубокой привязанности к наркотикам, впоследствии которой у него появилась шестимесячная депрессия, которая почти довела его до самоубийства. В этот же период его жена стала «рожденной свыше» христианкой, после чего она убедила Шлитта встретиться с её пастором. Шлитт признаётся, что он уже решил покончить со своей жизнью и согласился только для того, «чтобы моя жена могла бы сказать: „он пытался“ уже после моей кончины».
Тем не менее, Шлитт «родился свыше» и бросил наркотики и алкоголь. Шлитт решил покинуть музыкальную сцену и посвятить всего себя семье. После этого он начал работать на фабрике и постепенно стал преуспевающим инженером.

### ЭпохаPetra
Через пять лет после ухода из музыкальной индустрии, Джону позвонил Боб Хартман и пригласил на прослушивание для христианской рок-группы Petra. Группу только что покинул её вокалист Грег Икс Волц, который решил заняться сольной карьерой. После переговоров с Хартманом (сооснователем и гитаристом группы), ему было предложено присоединиться к группе. Первый концерт состоялся 3 февраля 1986 года, а первый альбом с группой Back To The Street был выпущен в 1986 году.
За свою карьеру Petra выпустила два сертифицированных золотых альбома (Beyond Belief и Petra Praise: The Rock Cries Out), получила 4 «Грэмми» и многочисленные награды Dove. Гастроли Джона и выступления с группой достигли все 50 штатов Америки, а также более чем 35 стран мира.

### Сольная карьера
Во время перерывов в Petra Шлитт записал и выпустил два сольных альбома: Shake в 1995 году, и Unfit For Swine в 1996 году. Оба альбома были умеренно успешным и получили положительные отзывы.
После прощального тура Petra в 2005 году, Шлитт и гитарист и основатель Petra, Боб Хартман начали работать вместе над новым альбомом, как два парня из Petra (II Guys From Petra). Альбом был выпущен 26 января 2007 года под названием Vertical Expressions. Хартман и Шлитт провели множество концертов в поддержку альбома.
Кроме того, Шлитт выпустил свой третий сольный проект под названием «The Grafting» в 2008 году.
Джон Шлитт за свою карьеру заработал несколько Золотых Записей, статуэток Грэмми и премий Dove Awards. Он гастролировал по всему миру и был введен в Зал Славы Евангельской Музыки в качестве ведущего певца Petra. Джон Шлитт недавно был признан лучшим рок-певцом в христианской истории музыки по данным сайта: GospelMusicChannel.com.

## Личная жизнь
Шлитт женат на Дорле с 28 августа 1971 года. У них вместе четверо детей:
- Кари — 2 декабря 1974 (45 лет)
- Джон Кайл — 28 января 1979 (41 год)
- Крис — 7 декабря 1983 (36 лет)
- Крей — 31 мая 1989 (30 лет)

## Дискография

### Сольные записи
| Дата выпуска | Название альбома  | Лейбл     |
| ------------ | ----------------- | --------- |
| 1995         | Shake             | Word/Epic |
| 1996         | Unfit for Swine   | Word      |
| 2008         | The Grafting      | 4K        |
| 2012         | The Greater Cause | Word      |

### в составе II Guys From Petra
| Дата выпуска | Название альбома     | Лейбл             |
| ------------ | -------------------- | ----------------- |
| 2007         | Vertical Expressions | Petra Productions |

### в составе Petra
| Дата выпуска | Название альбома                 | Лейбл                                       |
| ------------ | -------------------------------- | ------------------------------------------- |
| 1986         | Back to the Street               | Star Song Records                           |
| 1987         | This Means War!                  | Star Song Records                           |
| 1988         | On Fire!                         | Star Song Records                           |
| 1989         | Petra Praise: The Rock Cries Out | DaySpring Records Word Records Epic Records |
| 1990         | Beyond Belief                    | DaySpring Records Word Records Epic Records |
| 1991         | Unseen Power                     | DaySpring Records Word Records Epic Records |
| 1992         | Petra en Alabanza                | DaySpring Records Word Records Epic Records |
| 1993         | Wake-Up Call                     | DaySpring Records Word Records Epic Records |
| 1995         | No Doubt                         | Word Records Epic Records                   |
| 1997         | Petra Praise 2: We Need Jesus    | Word Records Epic Records                   |
| 1998         | God Fixation                     | Word Records Epic Records                   |
| 2000         | Double Take                      | Word Records Epic Records                   |
| 2001         | Revival                          | Inpop Records EMI Records                   |
| 2003         | Jekyll & Hyde                    | Inpop Records EMI Records                   |
| 2004         | Jekyll & Hyde en Español         | Inpop Records EMI Records                   |
| 2005         | Petra Farewell                   | Inpop Records EMI Records                   |

### в составе Head East
| Дата выпуска | Название альбома          | Лейбл       |
| ------------ | ------------------------- | ----------- |
| 1974         | Flat as a Pancake         | A&M Records |
| 1976         | Get Yourself Up           | A&M Records |
| 1977         | Gettin' Lucky             | A&M Records |
| 1978         | Head East                 | A&M Records |
| 1979         | Head East Live            | A&M Records |
| 1979         | A Different Kind of Crazy | A&M Records |